# Dom mieszkalny pracowników Stacji Pomp Rzecznych
Dom mieszkalny pracowników Stacji Pomp Rzecznych – zabytkowy budynek znajdujący się przy ul. Czerniakowskiej 126a w Warszawie.

## Opis
Wybudowany ok. 1932 dla pracowników Stacji Pomp Rzecznych. Nie został zniszczony w czasie II wojny światowej.
Trzypiętrowy, czternastoosiowy budynek posiada elewację urozmaiconą w wyższej jej części parą klinowych wykuszy połączonych płytą balkonu czwartego piętra. Fasada wykazuje cechy z pogranicza modernizmu i funkcjonalizmu z elementami tzw. polskiej sztuki dekoracyjnej.
W 1989 budynek został wpisany do rejestru zabytków.